# اعداد اول فیبوناتچی
اعداد اول فیبوناچی به آن گروه از اعداد فیبوناچی گویند که خود عدد اول هم باشند و آن را با {\displaystyle F_{P}} نمایش می دهند.

## دنباله اعداد اول فیبوناچی
{\displaystyle 3,5,13,17,23,29,43,47,83,131,137,359,431,433,449,509,569,571,2971,4723}
یکی از مسایل حل نشده ریاضیات این است که آیا تعداد اعداد اول فیبوناچی بی‌شمار است یا نه؟

## روابط اعداد اول فیبوناچی
می دانیم که جمله عمومی اعداد فیبوناتچی به شکل زیر است:
{\displaystyle F\left(n\right)={{\varphi ^{n}-(1-\varphi )^{n}} \over {\sqrt {5}}}={{\varphi ^{n}-(-\varphi )^{-n}} \over {\sqrt {5}}}\,,}
همچنین هم ارزی زیر برای جمله عمومی اعداد اول صادق است.
{\displaystyle P(n)\sim \ n\ln(n)}
و می دانیم که جمله عمومی اعداد اول فیبوناتچی از اشتراک جمله عمومی اعداد اول و اعداد فیبوناتچی به دست می‌آید یعنی:
{\displaystyle F_{P_{n}}=F_{n}\cap P_{n}}
پس برای بدست آوردن جمله عمومی اعداد اول فیبوناتچی باید معادله زیر را حل کرد
{\displaystyle P_{n}=F_{n}}
که از آن نتیجه می‌شود.
{\displaystyle n=P^{-1}\left(\,F_{n}\,\right)=\pi (F_{n})}
پس جواب معادله ما که همان جمله عمومی اعداد اول فیبوناتچی است برابر با {\displaystyle \pi (F_{n})} است یعنی:
{\displaystyle F_{P_{n}}=\pi (F_{n})}
می دانیم:{\displaystyle \pi (x)\sim {\frac {x}{\ln x}}.\!}
پس اگر قرار باشد تعداد اعداد اول فیبوناتچی بی‌نهایت باشد آنگاه:
{\displaystyle \lim _{n\to \infty }{\frac {F_{P_{n}}}{\frac {F_{n}}{ln(F_{n})}}}=1}
و می دانیم:
{\displaystyle F_{n}={{\varphi ^{n}-(-\varphi )^{-n}} \over {\sqrt {5}}}\ }
پس
{\displaystyle \lim _{n\to \infty }{\frac {F_{P_{n}}}{\frac {{\varphi ^{n}-(-\varphi )^{-n}} \over {\sqrt {5}}}{ln({{\varphi ^{n}-(-\varphi )^{-n}} \over {\sqrt {5}}})}}}=1}
پس:
{\displaystyle {F_{P_{n}}}\sim \ {\frac {{\varphi ^{n}-(-\varphi )^{-n}} \over {\sqrt {5}}}{ln({{\varphi ^{n}-(-\varphi )^{-n}} \over {\sqrt {5}}})}}}